# Bahía de Saldanha

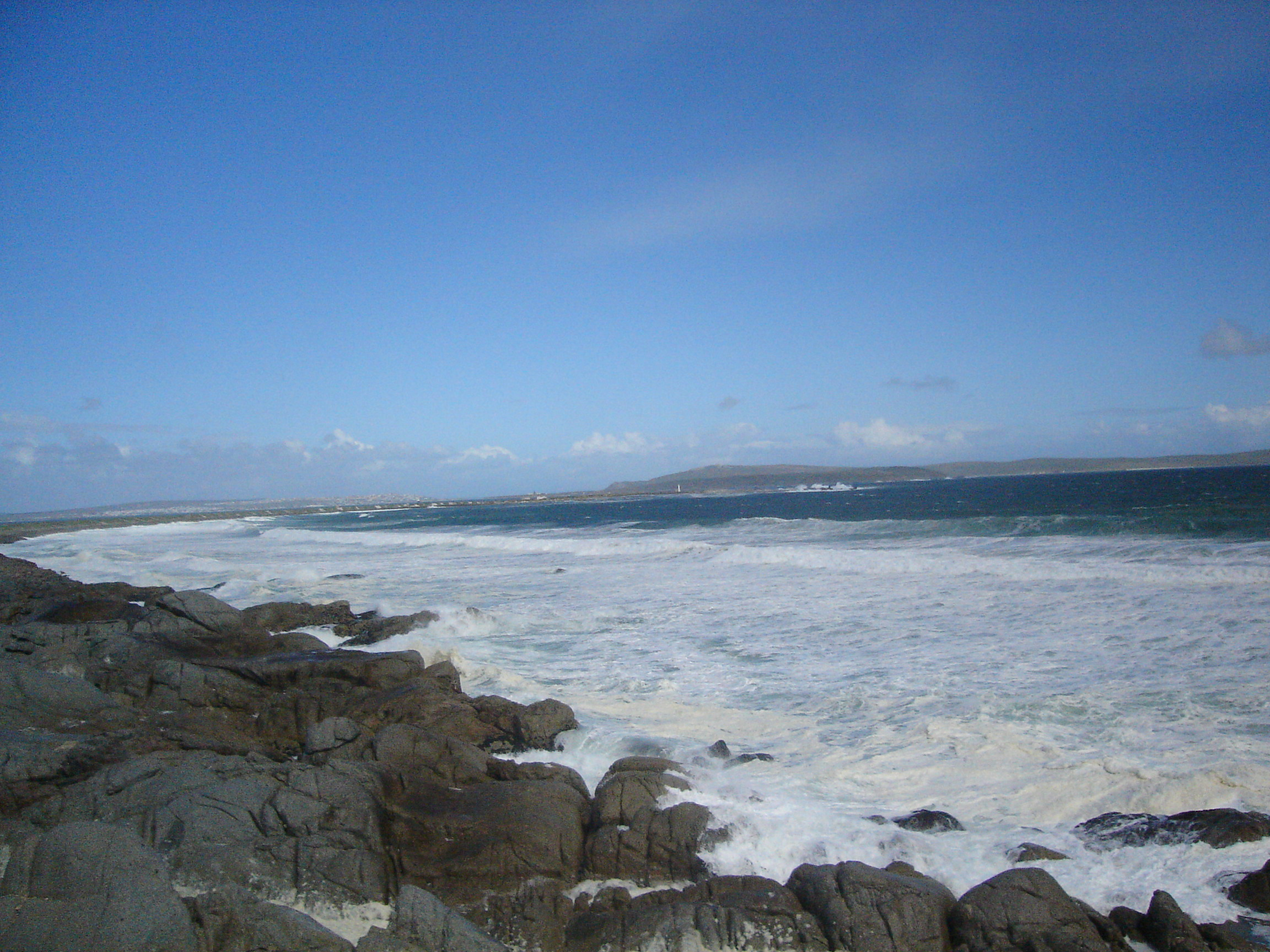
Entrada de la bahía de Saldanha

La bahía de Saldanha (en afrikáans: Saldanhabaai; en inglés: Saldanha Bay) es un puerto natural localizada en la costa suroccidental de Sudáfrica, al noroeste de Ciudad del Cabo. La ciudad que se desarrolló en la costa norte de la bahía, que también se llama Saldanha, se incorporó con otras cinco ciudades en el municipalidad Local de Saldanha Bay (Saldanha Bay Local Municipality) en el año 2000. La población actual del municipio se estima en 72 000 personas. El lugar es mencionado en la primera edición de John Locke, Two Treatises of Government (trad.: Dos tratados sobre el gobierno civil) como un ejemplo del estado de la naturaleza.
La disposición de la bahía de Saldanha la convierte en un paraíso para los entusiastas de los deportes acuáticos y su economía local es altamente dependiente de la pesca, mejillones, del procesamiento de mariscos, de la industria del acero y del puerto. Además, su puerto protegido juega un papel importante en el proyecto de mineral de hierro Sishen-Saldanha (Sishen-Saldanha iron-ore project) (conectado por la línea de ferrocarril Sishen-Saldanha) en la que la compañía Saldanha Steel ocupa un lugar central. Con fuertes vínculos históricos militares Saldanha es también sede de una base de entrenamiento naval y de la Academia Militar de Sudáfrica (South African Military Academy). La Reserva Natural Saldanha (SAS Saldanha Nature Reserve) ofrece una exposición de flores silvestres al final del invierno y la primavera, mientras que la ballena franca austral también visita las aguas en los alrededores de la reserva natural. La zona tiene un clima mediterráneo, pero la precipitación anual es bastante baja, ya que raya con la región del desierto de Namaqualand.

## Historia
El primer europeo que reconoció este tramo de costa fue Bartolomeu Dias en 1488. La bahía de Saldanha fue nombrada por António de Saldanha, un capitán de un barco de la flota de Afonso de Albuquerque que visitó las costas de Sudáfrica en 1503. El nombre le fue dado por primera vez a la bahía de la Mesa (Table Bay), donde ancló el barco de Saldanha. A la bahía de la Mesa se dio su nombre actual en 1601, y la antigua denominación fue trasferida a esta bahía. 
En 1781 una escuadra británica al mando del comodoro George Johnstone se incautó de seis barcos indianos neerlandeses, que, por temor a un ataque a Ciudad del Cabo, se habían refugiado en la bahía. Este fue el único logro, en lo que Sudáfrica se refiere, de la expedición enviada para apoderarse de Ciudad del Cabo durante la guerra de 1781-83.
El puerto se convirtió en un puerto moderno sólo recientemente, cuando se hizo necesario facilitar la exportación de mineral de hierro desde la provincia Septentrional del Cabo. Esto requirió la construcción de una línea de ferrocarril de más de 800 kilómetros hasta las minas de Sishen (provincia Septentrional del Cabo) y la construcción de un muelle de aguas profundas en la bahía de Saldanha para dar cabida a los buques de transporte de mineral tipo Capesize.

### Derrame de petróleo
El Castillo de Bellver, un superpetrolero propiedad de la empresa estatal española Elcano, el 6 de agosto de 1983 sufrió un incendio en la bahía de Saldanha cuando transportaba 252 000 toneladas de crudo, partiéndose en dos y provocando uno de los mayores derrames de petróleo. La corrosión del casco provocó el 25 de junio de 1994 un nuevo derrame desde los tanques del petrolero hundido.

### Homínidos fósiles
En 1997, se anunciaba el descubrimiento de fósiles de huellas de dos homínidos del Homo sapiens arcaico que habían estado en el borde del sudeste, en el lagoon Langebaan, que fueron fechados de una edad de 117.000 años. A unos quince kilómetros al este de la bahía de Saldanha, a comienzos de la década de 1950, se había descubierto ya un cráneo relativamente bien conservado de Homo erectus.